# ハッシュタグ・アクティヴィズム
- ハッシュタグ・アクティビズム

ハッシュタグ・アクティビズムとは、SNS上でハッシュタグを用いて展開される、社会運動の一種である。ツイッターなどのSNS上で「＃（ハッシュタグ）」をつけて、意見を主張したり人々に議論をするよう呼びかけたりする。政治や社会問題、チャリティのためなどさまざまな分野で行われる。
2020年9月に実施した社会運動や政治参加の経験に関する調査では、ハッシュタグ・アクティビズムに関する参加率は約5％で、これはオフラインでのデモ参加者の割合とそれほど変わらない調査結果となっている。

## 日本のツイッターデモ
2011年、福島第一原発事故をうけて反原発運動「TWIT NO NUKES」が始まった。ツイッター上にとどまらず実際のデモ行進も繰り広げた。2010年代後半からはSEALDs運動や、「#保育園落ちた日本死ね」「#KuToo」運動などが続いた。
2020年、検察庁法改正案を押し戻した反対運動がツイッター上で大きな広がりを見せた。同年5月には、世論の反対の声を受けて、政府・与党は検察庁法改正案について通常国会での成立を見送ることを決めた。この政府・与党による方針転換には、ツイッター上で「#検察庁法改正案に抗議します」との投稿が相次ぐ、大規模な「ツイッターデモ」が起きたことが強く影響したとみられている。同運動ではきゃりーぱみゅぱみゅ、音楽グループ「いきものがかり」の水野良樹、俳優の浅野忠信、秋元才加、芸人の大久保佳代子、漫画家の羽海野チカなど、有名人の参加も相次いだ。

### 批評・批判
運動の発生当初、批評家の柄谷行人はネット発の反原発デモを絶賛した一方、「インターネット上の議論が世の中を動かす、政治を変える、とか言う。しかし、僕はそう思わない。そこでは、ひとりひとりの個人が見えない。各人は、テレビの視聴率と同じような統計的な存在でしかない。各人はけっして主権者になれないのです」「逆に、デモがあると、インターネットの意味も違ってきます」として街宣運動の重要性を強調した。
反対に左右にこだわらず「デモ嫌い」を公言するライターの中川淳一郎は、「さすがにこの件（検察庁法案タグ）は政権をビビらせたとは思う」としつつも田代祭を例に「ネットの民主主義や善意には期待するな」と述べている。
2011年から激化したツイッター上での運動と対照的に、選挙では自公与党が強化される状況が続いた。評論家の東浩紀は震災当初はSNS民主主義に期待を持っていたが、その後は批判にまわった。「祭りの一〇年代」と評し、小泉旋風や民主旋風などから続く不毛な祭りに過ぎず、「福島も沖縄も改憲も民主主義も、この国ではすべてが言論人のお祭りのための駒」と論じている。また運動の背景には自身を含めた団塊ジュニア世代のグレート・リセット願望があり、この世代が人生のまとめのフェーズに入ってきたために運動は弱体化していると述べている。
2022年にイーロン・マスクがツイッター社を買収して運営体制が刷新された際、旧運営はトレンドが人為的すぎたとの批判が相次ぎ、「#トレンド操作」がトレンドになった。慶応義塾大学特任准教授の若新雄純は「元々Twitterはオタクのガジェットとして始まって、みんなで情報を共有したりする“おもちゃ”だったと思う。それをまさに一部のインテリが期待し過ぎた」と述べ、近現代史研究者の辻田真佐憲は「そもそも日本人、メディアがTwitterに依存し過ぎ」「その結果、一SNSに過ぎないものがやたら公共的なものに見えてしまっているわけだ。ハッシュタグデモやいろいろな政治的な運動が起きるが、そんなトレンドが出てくる国は珍しいと思う。そこに刺激されて、また立場のある人が無駄な争いを無限にやっている。そもそも民間企業のサービスなので、嫌だったらやめて、厳しいと思ったら距離をとればいいだけの話。Twitterの依存から離脱して、立ち返るべきだと思う」と述べている。辻田は検察庁問題にしても『週刊文春』の黒川弘務賭け麻雀報道の影響のほうが大きかったのではないかとしている。

## 主な事例

### 人権
#BlackLivesMatter
#StopAsianHate
＃WeThe15

### 女性の権利
#MeToo
ソーシャル・ネットワーク上で展開している、セクハラ被害を告発したりその被害者に共感したりする動き。
#KuToo
#HimToo
#WomenAgainstFeminism

### 政治
#ArabSpring
#dontbuyaswasticar

### その他
#PrayforParis
#icebucketchallenge and #ALS
#GamerGate
#教師のバトン